# Kayaba Industry
KYB Corporation (KYB株式会社 KYB kabushiki gaisha?, trecut  (カヤバ工業株式会社  Kayaba Kogyo kabushiki gaisha?) până la 1 octombrie 2015) este o companie automobilistică japoneză, cu sediul în Tokyo.
Între produsele principale ale companiei KYB se numără amortizoare, suspensii pneumatice, servodirecția, pompe hidraulice, motoare, cilindri și valve. Este unul dintre cei mai mari producători din lume de amortizoare și are cea mai mare cotă de piață a camioanelor de beton din Japonia, cu 85% din piață.
Compania are 34 de fabrici și 62 de birouri în 21 de țări. Divizia americană a corporației KYB are sediul în Addison, IL. Acesta a fost înființat în 1974 și distribuie acum amortizoare și lonjeroane auto aftermarket. În momentul de față, divizia nord-americană KYB are aproximativ 100 de angajați cu normă întreagă. În general, în Statele Unite, există 3 divizii de KYB. Doi dintre ei sunt în Chicago, IL și unul este în California. Amortizoarele și lonjeroanele pentru vehicule sunt cele mai populare produse KYB distribuite în America de Nord.

## Legături externe
- Official global website en